# 弗留利
弗留利（義大利語：Friuli，發音：[friˈuːli]，發音：[fɾiˈuːl] ⓘ；或譯夫留利）是意大利東北部的一個歷史地區，意大利的自治區弗留利-威尼斯朱利亚主要位于此地區内，此外該地區還有少部分跨入鄰國。西部邊境是利文扎河、北部是卡爾尼克阿爾卑斯山脈、東部是朱利安阿尔卑斯山脈、南部是亞得里亞海。該地區處於濕潤的地中海氣候區内，適合葡萄種植，意大利2.5%的葡萄酒產自該地區。 公元前十五世紀的Castellieri文化發源于此，後來被羅馬人征服，不過當地風俗至今仍與意大利其他地區有較大區別，到了二戰之後，尤其說弗留利語的本土弗留利人還曾尋求自治。

## 外部連結
- Autonomous Region of Friuli Venezia Giulia （页面存档备份，存于）
- Official regional tourism agency of FVG （页面存档备份，存于）
- Friulan gastronomy
- FVG international Airport （页面存档备份，存于）
- Italian Language School in Friuli

46°10′N 13°00′E / 46.167°N 13.000°E